# Волдо (Висконсин)
Волдо (енгл. Waldo) град је у америчкој савезној држави Висконсин.

## Демографија
По попису из 2010. године број становника је 503, што је 53 (11,8%) становника више него 2000. године.
| Група             | 2000.       | 2010.       |
| Белци             | 439 (97,6%) | 460 (91,5%) |
| Афроамериканци    | 0 (0,0%)    | 7 (1,4%)    |
| Азијати           | 6 (1,3%)    | 11 (2,2%)   |
| Хиспаноамериканци | 0 (0,0%)    | 12 (2,4%)   |
| Укупно            | 450         | 503         |